# Chorizo chuquisaqueño
El chorizo chuquisaqueño es un plato de la gastronomía de Bolivia, conocido como plato característico del departamento de Chuquisaca.

## Historia
Los chorizos chuquisaqueños se originaron en el siglo XIX y sus protagonistas son las hermanas Saavedra. Ambas trabajaban para una familia alemana que preparaba embutidos, conocían bien la técnica y crearon su propia receta con ingredientes de Bolivia. Una de las hermanas tenía siete lunares en la cara, fue así como Susana y Juliana Saavedra iniciaron una tradición que ha continuado por más de 150 años y continúa hasta el día de hoy. Crearon su propio negocio "Siete Lunares"  que lo preparan en  forma de sándwich. El chorizo viene en un pan redondo partido por la mitad con lechuga, cebolla y tomate. También se puede poner el picante sabor del locoto y una llajua.

## Ingredientes
•	1 kg de carne molida de cerdo
•	1 cucharada de perejil picado
•	1 cucharadita de orégano picado
•	2 cucharadas de cebollas verdes picadas
•	Pizca de azúcar
•	Pizca de cáscara de naranja rallada
•	Pizca de canela molida
•	1 cuchara de ají colorado en polvo
•	1 cucharilla de pimienta 
•	1 cucharilla de comino
•	4 dientes de ajo picados
•	8 papas blancas
•	2 cabezas de lechuga
•	4 panes enteros
•	Una cebolla
•	Un tomate
•	Pizca de sal
•	Una pequeña cantidad de aceite

## Preparación
1.	Primero preparar la tripa, asegurarse de lavarla bien y quitarle las asperezas hasta que tenga una apariencia transparente. Luego ate un extremo de las puntas de la tripa, utilizando el hilo de cáñamo. 
2.	Sazone la carne con los condimentos (clavo de olor, ajo, azúcar, perejil, cáscara de naranja, hierbabuena, comino, cebolla verde, canela, sal y finalmente, el ají colorado molido). Posteriormente introducir la preparación anterior en la tripa.
3.	Cuando la masa quede compacta, y tenga unos 10 cm de largo, giramos dos veces la tripa. Volver a embutir con espacio de un centímetro, y repetir el proceso hasta terminar. Cerrar la tripa con el hilo de cáñamo.
4.	Pelar las papas enteras, Posteriormente hervir las papas en agua con sal.
5.	Pelar y lavar cuidadosamente la lechuga, rebanada por rebanada, poner en un litro de agua, agregar 10 gotas de yodo y dejar en remojo durante 10 minutos, o en un desinfectante para verduras durante 10 minutos.
6.	Para preparar la ensalada, lavar los ingredientes, picar y finalmente mezclar con sal y aceite.
7.	Freír los chorizos en aceite caliente hasta que estén doradas y completamente cocidas. Luego moverlos a un recipiente.
8.	Cortar los panes por la mitad y dorarlos en el mismo aceite que los chorizos.
9.	Finalmente sirve en un plato el chorizo acompañado del pan frito, la ensalada y la llajua.